# ديفيد نيلسون بيتش
ديفيد نيلسون بيتش (بالإنجليزية: David Nelson Beach)‏ هو كاتب أمريكي، ولد في 1848، وتوفي في 1926.